# El Rosario (Honduras)
El Rosario es un municipio del departamento de Comayagua en la República de Honduras.

## Toponimia
El origen del primer nombre dado al municipio, San Antonio Opoteca, significaba Lugar de grandes caminos. Esto viene de la terminación «teca» de Opoteca, que es gentilicio de Opolla, que significa lo anteriormente dicho. Su nombre actual es en honor a la Virgen del Rosario, figura de la Iglesia católica.

## Límites
El Rosario está ubicado en la pendiente de una alta colina en Comayagua. Al norte pasa el Río Humuya, un río con su mayor parte en el departamento de Comayagua. Está ubicado en las faldas del cerro Grande, en el centro del departamento de Comayagua. Rodeado por las siguientes montañas: La Palma, La Granadilla, El Cacho y La Viuda.                                                                                      
| Orientación | Límite                               |
| ----------- | ------------------------------------ |
| Norte       | Municipio de Meámbar, Comayagua      |
| Norte       | Municipio de La Trinidad, Comayagua  |
| Sur         | Municipio de Comayagua, Comayagua    |
| Este        | Municipio de San Jerónimo, Comayagua |
| Oeste       | Municipio de Siguatepeque, Comayagua |

Al sur con aldeas de las Anonas, Los Empates,y Agua Salada *al noroeste con las aldeas Carboneras y El Horno.
La extensión territorial es de 297.6 km², ocupando el noveno lugar en el departamento en cuanto al tamaño.

## Historia
El municipio de El Rosario fue presentado, principalmente en Las Minas de Opoteca, por don Francisco de Montejo, mismo que lo presentó a Su Majestad Carlos I rey de España como tal. Aunque el anuario estadístico de Honduras dice que este municipio fue fundado en 1724, la historia remonta a su posible fundación en 1539. Este municipio se llamaba San Antonio Opoteca, el cambio de nombre fue realizado en el año 1915.
La cabeceza municipal fue bautizada con el nombre de San Antonio de Opoteca en 1689. En ese mismo año fue erigida la iglesia principal por arquitectos españoles, siendo entonces constituida en su mayoría por minerales. Durante la División Política Territorial de Honduras de 1889, era uno de los Distritos de Comayagua formado por los municipios de El Rosario y el de San Jerónimo del Esquino. Obtuvo el título de ciudad en 1915, cambiándole el nombre de San Antonio de Opoteca por El Rosario.

## Administración y política
| Puesto      | Titular                           | Partido político       |
| ----------- | --------------------------------- | ---------------------- |
| Alcalde     | Nilzon Armando Rodríguez Machado  | Partido Nacional       |
| Vicealcalde | Saadi Omar Castañeda García       | Partido Nacional       |
| Regidora 1  | Belkys Yahaira Machado Turcios    | Partido Nacional       |
| Regidor 2   | Elmer Armando Rodríguez Martínez  | Partido Nacional       |
| Regidora 3  | Jessica Francisca Licona Castillo | Partido Nacional       |
| Regidor 4   | Víctor Manuel Gutiérrez Andara    | Libertad y Refundación |
| Regidor 5   | Pablo Francisco Martínez Machado  | Partido Nacional       |
| Regidora 6  | Kenia Carolina Meléndez Alvarado  | Libertad y Refundación |
| Regidora 7  | Arassely Montoya Sandoval         | Partido Nacional       |
| Regidor 8   | Maximiliano Rivera Castañeda      | Libertad y Refundación |

### Acaldes
| Período   | Alcalde municipal       | Observación          |
| --------- | ----------------------- | -------------------- |
| 1931      | Juan Chavarría          |                      |
| 1931      | Paulino Orellana        |                      |
| 1932      | Ezequiel Turcios        |                      |
| 1933      | Daniel Recarte          |                      |
| 1934      | Daniel Pereira          |                      |
| 1935      | Francisco Pereira       |                      |
| 1938      | Moisés Turcios          |                      |
| 1939      | Reyes Maradiaga         |                      |
| 1940      | Salvador Alvarado       |                      |
| 1940      | Emilio Padilla          |                      |
| 1941      | Manuel Castañeda        |                      |
| 1942      | Daniel Recarte          |                      |
| 1944      | Emilio Castañeda        |                      |
| 1945      | Jesús Sánchez           |                      |
| 1946      | Moisés Turcios          |                      |
| 1947      | Bernardo Donaire        |                      |
| 1948      | Daniel Recarte          |                      |
| 1949      | Reyes Maradiaga         |                      |
| 1950      | Juan José Alvarado      |                      |
| 1951      | Bernardo Donaire        |                      |
| 1952      | Ricardo López           |                      |
| 1953      | Manuel Turcios          |                      |
| 1954      | Arturo Valladares       |                      |
| 1955-1957 | Emilio Padilla          |                      |
| 1957      | Camilo Bustillo         |                      |
| 1958      | Alberto Orellana        | Regidor en funciones |
| 1958-1959 | Camilo Bustillo         |                      |
| 1959-1961 | Daniel Orellana Damas   |                      |
| 1961      | Rómulo Maldonado        |                      |
| 1961      | Francisco Padilla       |                      |
| 1962-1964 | Raúl Donaire Arriaga    |                      |
| 1965-1968 | Bernardo Donaire        |                      |
| 1968-1971 | Jesús Padilla Velásquez |                      |
| 1971-1975 | Arnulfo Donaire Recarte |                      |
| 1975-1977 | Francisco Machado C.    |                      |
| 1977      | Roberto Orellana        |                      |
| 1977-1980 | Mélida Rosa Soler       |                      |
| 1980-1982 | Nazario Recarte         |                      |
| 1982-1985 | Jesús Padilla V.        |                      |
| 1984-1985 | Emilio Chavarría        |                      |
| 1985      | Gustavo Donaire         |                      |
| 1986-1990 | Rita Machado V.         |                      |
| 1990-1994 | José Carlos Castañeda   |                      |
| 1994-1996 | Francisco Oseguera P.   |                      |
| 1996      | Miguel García           |                      |
| 1997      | Jesús Machado Durón     |                      |
| 1998-2006 | Víctor Velásquez S.     |                      |
| 2006-2018 | Gilda Patricia Padilla  |                      |
| 2018-2026 | Armando Rodríguez       |                      |

## División política
- Aldeas: 13 (censo de 2013).
- Caseríos: 102 (censo de 2013).

El Rosario cuenta con exactamente 12 aldeas y 69 caseríos en el 2009. La cabecera municipal, El Rosario, se ubica al noroeste del centro del municipio. Este municipio además se ubica a la izquierda del centro del departamento de Comayagua.
| Código administrativo | Aldea                       |
| --------------------- | --------------------------- |
| 030301                | El Rosario                  |
| 030302                | Agua Dulcita                |
| 030303                | Cerro Blanco                |
| 030304                | Concepción de Guasistagua   |
| 030305                | El Buen Pastor              |
| 030306                | La Laguna                   |
| 030307                | Las Huertas                 |
| 030308                | Lomas Verdes                |
| 030309                | Los Llanitos o Leoncito     |
| 030310                | San Francisco de la Campa   |
| 030311                | San Francisco de Loma Larga |
| 030312                | San Isidro                  |
| 030313                | San Jacinto o Carboneras    |